# Єльч-Лясковиці
Єльч-Лясковіце (пол. Jelcz-Laskowice, нім. Jeltsch-Laskowitz) — місто в південно-західній Польщі, на  Шльонській низовині. Виникло в результаті об'єднання сіл Єльч та Лясковіце-Олавські.
Належить до Олавського повіту Нижньосілезького воєводства.

## Демографія
Демографічна структура станом на 31 березня 2011 року:
|          | Загалом | Допрацездатний вік | Працездатний вік | Постпрацездатний вік |
| -------- | ------- | ------------------ | ---------------- | -------------------- |
| Чоловіки | 7811    | 1457               | 5927             | 427                  |
| Жінки    | 8022    | 1395               | 5482             | 1145                 |
| Разом    | 15833   | 2852               | 11409            | 1572                 |